# Ideal Versicherung
Die IDEAL Lebensversicherung a.G. ist ein unabhängiger Versicherungsverein auf Gegenseitigkeit aus Berlin. Sie führte als erster Versicherer in Deutschland eine private Pflegerentenversicherung ein und ist bis heute Marktführer in diesem Bereich. Die Produkte werden gleichermaßen über unabhängige Vermittler, andere Erstversicherer und Banken sowie online im Direktgeschäft vertrieben. Das Unternehmen beschäftigt im Konzern insgesamt rund 290 Mitarbeiter. Rund 10.000 selbstständige Vertriebspartner arbeiten mit der IDEAL zusammen. Die IDEAL Versicherung bietet Lebens-, Private Pflege-, Unfall- und Schadenversicherungen an.

## Geschichte und Entwicklung
1913
Gründung als „Volks-Feuerbestattungsverein Groß-Berlin V. V. a. G.“ in Berlin-Neukölln, zunächst ausschließlich Gewährung von Sachleistungen.
1925
Ausgliederung der Bestattungsdienstleistung und Einführung der Bargeldversicherung, Gründung der „Gemeinnützige Bestattungsgesellschaft mbH“ (GBG)
1933
Gründung der „Neue Deutsche Bestattungskasse“, zwangsweise Umfirmierung in „Vaterländische Volksversicherung Versicherungsverein auf Gegenseitigkeit zu Berlin“
1960
Beteiligung an der Firma „Julius Grieneisen Erd- und Feuerbestattungen, gegr. 1830“ in Berlin-Schöneberg
1962
Zusammenschluss der „Volks-Feuerbestattung V. V. a. G.“ und „Alte Vaterländische Lebensversicherung a. G.“ und Namensänderung zu „IDEAL Lebensversicherung a. G.“
1986
Gründung der IDEAL Versicherung Aktiengesellschaft, um der Versichertengemeinschaft selbst entwickelte Unfallversicherungen anbieten zu können.
1998
Gründung der Ahorn-Grieneisen AG mit finanzieller Beteiligung der IDEAL.
2002
Neue strategische Ausrichtung der IDEAL Versicherungsgruppe. Mit der Einführung einer Pflege-Zusatzversicherung beginnt die Erweiterung der Vorsorgekonzepte für die 50plus-Generation. Erstmals werden Seniorenprodukte der IDEAL über andere Erstversicherer vertrieben.
2003
Hundertprozentige Übernahme der Ahorn-Grieneisen AG, eines der größten deutschen Bestattungsunternehmen. Durch die Akquisition der Trauerhilfe Denk baut Ahorn-Grieneisen seine Marktpräsenz weiter aus.
2005
Die IDEAL wird auch als Schadenversicherer aktiv. Im selben Jahr wird die Regnum Volksbestattung GmbH als Online-Makler für Bestattungen gegründet.
2006
Beteiligung von 25 Prozent plus einer Aktie an der Deutschen Mieterbund Rechtsschutz-Versicherung (DMB), die 1982 auf Initiative des Deutschen Mieterbundes gegründet wurde. Seit dem 31. Dezember 2008 wurde diese Kooperation in gegenseitigem Einvernehmen beendet, so dass die IDEAL nicht mehr an der DMB beteiligt ist.
2010
Einführung eines eigenen Rechtsschutzproduktes
2012
Übernahme der Rheinisch-Westfälischen Sterbekasse von der Axa
2015
Einführung eines transparenten Versicherungskontos 
2017
Einführung einer Versicherung zur Absicherung der finanziellen Risiken einer Krebserkrankung 

2020
Einführung einer Pflegetagegeld Versicherung  

## Unternehmen und Beteiligungen der IDEAL Gruppe
- IDEAL Lebensversicherung a.G.: Anbieter von Versicherungen für Personen ab 40 Jahren, besonders von Pflege-, Sterbegeld- und Rentenversicherungen. Rechtsform ist der Versicherungsverein auf Gegenseitigkeit, bei dem die Kunden gleichzeitig auch Mitglieder sind, denen die Gesellschaft zu 100 Prozent gehört.
- IDEAL Versicherung AG: In der IDEAL Gruppe zuständig für die Schaden- und Unfallversicherung. Seit 2005 werden Hausrat- und Haftpflichtversicherungen, seit 2006 Rechtsschutzversicherungen und seit 2020 Pflegetagegeldversicherungen angeboten.
- IDEAL Sterbekasse Lebensversicherung AG (ehemals Rheinisch-Westfälische Sterbekasse Lebensversicherung AG): Gesellschaft zur Absicherung der Bestattungskosten im Todesfall
- Ahorn AG: Gehört zu den führenden Bestattungsunternehmen in Deutschland. Seit der Gründung des Unternehmensteils Grieneisen 1830 wurden über 2,5 Millionen Bestattungen von der Sozialbestattung bis hin zu Kaisern und Königen durchgeführt.
- IDEAL Vorsorge GmbH: Vermittlung von Versicherungen diverser Gesellschaften

## Kritik
Im Februar 2007 wurde in einem Fernsehbeitrag des rbb die Problematik zur Sprache gebracht, dass sich Kunden, die bei der IDEAL Versicherungsgruppe eine Bestattungsvorsorgeversicherung abschließen, automatisch an einen Bestattungsvertrag bei der Ahorn-Grieneisen AG binden. Das ZDF-Magazin WISO griff die Problematik im Juni 2007 erneut in einem Beitrag auf.